# Christoph Mager
Christoph Mager (* 1976 in Kiel) ist ein deutscher Jurist und Politiker der CDU. Seit dem 1. Mai 2015 ist er Landrat des schleswig-holsteinischen Kreises Herzogtum Lauenburg.

## Leben
Christoph Mager wurde in der Schleswig-holsteinischen Landeshauptstadt Kiel geboren. Er besuchte die Lauenburgische Gelehrtenschule in Ratzeburg, an der er das Abitur ablegte. Anschließend absolvierte er seinen Grundwehrdienst, bevor er ein Studium der Rechtswissenschaften an der Christian-Albrechts-Universität zu Kiel aufnahm. 2005 wurde er mit einer Arbeit zum Thema Grundrechtliches Verhältnis von Freiheit und Sicherheit zum Dr. jur. promoviert. Anschließend absolvierte er ein Rechtsreferendariat, unter anderem beim Kreis Herzogtum Lauenburg, und trat anschließend als Richter in den Justizdienst des Landes Schleswig-Holstein ein.
Mager wurde 2013 als Direktkandidat der CDU in den Kreistag des Kreises Herzogtum Lauenburg gewählt. Diesem gehörte er bis 2015 an und war unter anderem Mitglied im Hauptausschuss und im Innenausschuss. Am 22. Januar 2015 wurde er vorzeitig für eine achtjährige Amtszeit zum neuen Landrat des Kreises gewählt. Er trat sein Amt am 1. Mai 2015 als Nachfolger des parteilosen Gerd Krämer an.
Christoph Mager ist verheiratet und Vater von drei Kindern.

## Kritik
Mager geriet in die Kritik, nachdem er sich während der COVID-19-Pandemie, entgegen der allgemeingültigen Priorisierung vorzeitig, mit einer Restdosis des Impfstoffes des Herstellers Biontech impfen ließ. Er bezeichnete sein Handeln im Nachhinein als „moralisch falsch“.